# Cosmosoma pellucida
Cosmosoma pellucida là một loài bướm đêm thuộc phân họ Arctiinae, họ Erebidae.